# Jason Hayes
Jason Hayes (né à La Nouvelle-Orléans) est un compositeur de musique de jeux vidéo américain.

## Biographie
Pour la société Blizzard Entertainment, Jason Hayes a notamment composé la musique des jeux StarCraft, Diablo II, Warcraft III: Reign of Chaos, et World of Warcraft.

## Récompenses
- Game Developers Choice Awards 2001 : Prix de l'Excellence audio pour Diablo II[1]